# Фрідгельм Конецка
Фрідгельм Конецка (нім. Friedhelm Konietzka; 2 серпня 1938, Люнен, Рейнська область, Німеччина — 12 березня 2012, Бруннен, Інгенболь, Швіц, Швейцарія) — німецький футболіст і тренер. Грав на позиції нападника. Автор першого забитого м'яча в історії бундесліги.

## Біографія
Народився у бідній робітничій родині, з чотирнадцяти років працював на вугільній шахті разом з батьком і трьома братами. У вільний час виступав за місцеву команду «Люнен-08». Своєю грою привернув увагу гравця дортмундської «Боруссії» Гельмута Брахта, який запросив молодого форварда до своєї команди. У першому сезоні забив вісім голів у восьми іграх. За зовнішню схожість з радянським маршалом Тимошенком отримав від одноклубників прізвисько «Тімо».
У перших сезонах його партнерами по лінії нападу були ветерани Альфред Кельбасса, Вольфганг Петерс, Альфред Шмідт і молодший на рік Юрген Шютц, а ворота захищав чемпіон світу Гайнц Квятковскі. Конецка з Шютцем склали в нападі дует, який стали називати «Макс і Моріц» — як персонажів знаменитої дитячої казки Вільгельма Буша. Тімо і Юрген відразу заграли так, ніби з дитинства тренувалися в одній команді. Розуміли один одного з напівпогляду, міцний класичний бомбардир Конецка і спритний хитрун Шютц. Вони інколи навіть пенальті виконували удвох, один відкочував м'яч назад, інший набігав і бив.
Тренеру Максу Меркелю вдалося побудувати міцний колектив, який у сезоні 1960/61 пройшов у фінал чемпіонату Німеччини, але у вирішальному матчі поступилися «Нюрнбергу» (0:3). Успіх прийшов через два роки. У фіналі останньої регіональної першості зійшлися лідери Оберліги-Вест, фаворитом безумовно був торішній чемпіон і переможець регіональної ліги — «Кельн». Але у Штутгарті «Боруссія» не дала суперникам жодного шансу. Її гравці відзначилися тричі, а кельнці забили тільки один м'яч (Куррат, Возаб, Шмідт — Шнеллінгер). Внесок Конецки у цю перемогу був суттєвим — 5 голів у 5 іграх. Всього, за цей період, в оберлізі провів 118 матчів, забив 92 м'ячі (у тому числі, в загальнонаціональній першості — 11 ігор, 8 голів).
Незважаючи на високу результативність, провів у національній збірній відносно невелику кількість поєдинків. Головною перепоною був Уве Зеелер, місце для якого в «бундестімі» було заброньовано. Дебютував 30 вересня 1962 року проти збірної Югославії. У Загребі німецькі футболісти здобули перемогу з рахунком 3:2. Протягом наступних трьох років провів ще сім товариських матчів і гру кваліфікації на чемпіонат світу 1966 року проти команди Кіпру.
24 серпня 1963 року відбувся перший тур бундесліги, у якому «Боруссія» грала з «Вердером». Тімо Конецка відзначився на першій хвилині матчу і став автором першого забитого м'яча в історії цього турніру. Наступного року, команда з Дортмунда, здобула кубок Німеччини, завдяки перемозі над «Алеманією» (2:0, відзначилися Еммеріх і Шмідт).
По завершенні сезону перейшов до амбіційного «Мюнхена 1860» і вдруге став переможцем чемпіонату Німеччини. Протягом трьох перших сезонів бундесліги посідав друге місце у суперечці бомбардирів:
| Сезон   | Перше місце         | Перше місце | Друге місце       | Друге місце |
| Сезон   | Гравець             | Голи        | Гравець           | Голи        |
| ------- | ------------------- | ----------- | ----------------- | ----------- |
| 1963/64 | Уве Зеелер          | 30          | Фрідгельм Конецка | 20          |
| 1964/65 | Рудольф Брунненмаєр | 24          | Фрідгельм Конецка | 22          |
| 1965/66 | Лотар Еммеріх       | 31          | Фрідгельм Конецка | 26          |

У чемпіонаті 1966/67 баварців почали переслідувати неприємності: декілька провідних гравців грали нижче своїх можливостей, тренер Макс Меркель залишив команду, а Тімо Конецка, у матчі проти дортмундської «Боруссії», вдарив арбітра і отримав шість місяців дискаліфікації. Всього у бундеслізі забив 72 м'ячі в 100 іграх. За середньою результативністю поступається лише Герду Мюллеру — 0,72 проти 0,86 голів за матч.
Єдиною можливістю продовжити кар'єру був швейцарський «Вінтертур», що виступав у другому дивізіоні. За допомоги німецького бомбардира, команда відразу здобула путівку до елітної ліги і грала у фіналі національного кубка. За цей колектив виступав ще три сезони, а 1972 року перейшов до «Цюриха», де на перших порах виконував обов'язки граючого тренера. Сім сезонів у цій команді стали найкращими у його тренерській кар'єрі — по три рази «Цюрих» перемагав у чемпіонаті і кубку Швейцарії, у сезоні 1976/77 увійшов до квартета кращих команд Європи (разом з київським «Динамо», менхенгладбахською «Борусією» і «Ліверпулем»). Під час роботи у «Грассгоппері» вчетверте став переможцем швейцарської першості. Також очолював швейцарські клуби «Янг Бойз» (Берн), «Люцерн» і німецькі «Гессен-Кассель», «Боруссія» (Дортмунд) та «Баєр 05» (Юрдінген).
Після завершення активної тренерської діяльності став власником готелю, писав для швейцарської спортивної преси, з'являвся на телебаченні як футбольний експерт. Отримав швейцарське громадянство. Наприкінці життя Тімо підтримував ідею евтаназії, знявшись в ряді роликів на цю тему. У січні 2012 у нього був виявлений рак — хвороба, яка занапастила чимало футболістів його покоління. Помер 12 березня 2012 року. Його останнім бажанням було побачити онуків і випити пива. В рідному Люнені його ім'ям назвали вулицю.

## Досягнення
Як гравця:
- Чемпіон Німеччини (2): 1963 («Боруссія»), 1966 («Мюнхен 1860»)
- Володар Кубка Німеччини (1): 1965 («Боруссія»)

Як тренера:
- Чемпіон Швейцарії (4): 1974, 1975, 1976 («Цюрих»), 1982 («Грассгоппер»)
- Володар Кубка Швейцарії (3): 1972, 1973, 1976 («Цюрих»)

## Статистика
Статистика клубних виступів:
| Сезон      | Команда               | Чемпіонат  | Чемпіонат | Чемпіонат | Регіональна ліга | Регіональна ліга | Кубок | Кубок | Єврокубки | Єврокубки | Єврокубки |
| Сезон      | Команда               | Ліга       | Ігри      | Голи      | Ігри             | Голи             | Ігри  | Голи  |           | Ігри      | Голи      |
| ---------- | --------------------- | ---------- | --------- | --------- | ---------------- | ---------------- | ----- | ----- | --------- | --------- | --------- |
| 1958/59    | «Боруссія» (Дортмунд) | Д-1        | —         | —         | 8                | 8                | —     | —     |           | —         | —         |
| 1959/60    | «Боруссія» (Дортмунд) | Д-1        | —         | —         | 29               | 25               | —     | —     |           | —         | —         |
| 1960/61    | «Боруссія» (Дортмунд) | Д-1        | 6         | 3         | 28               | 19               | —     | —     |           | —         | —         |
| 1961/62    | «Боруссія» (Дортмунд) | Д-1        | —         | —         | 16               | 13               | —     | —     |           | —         | —         |
| 1962/63    | «Боруссія» (Дортмунд) | Д-1        | 5         | 5         | 26               | 19               | 3     | 4     |           | —         | —         |
| Оберліга   | Оберліга              | Оберліга   | 11        | 8         | 107              | 84               | 3     | 4     |           | 0         | 0         |
| 1963/64    | «Боруссія» (Дортмунд) | Д-1        | 25        | 20        | —                | —                | 1     | 0     | КЧ        | 8         | 4         |
| 1964/65    | «Боруссія» (Дортмунд) | Д-1        | 28        | 22        | —                | —                | 5     | 2     | КЯ        | 3         | 1         |
| 1965/66    | «Мюнхен 1860»         | Д-1        | 33        | 26        | —                | —                | 1     | 0     | КЯ        | 8         | 7         |
| 1966/67    | «Мюнхен 1860»         | Д-1        | 14        | 4         | —                | —                | 1     | 0     | КЧ        | 2         | 4         |
| Бундесліга | Бундесліга            | Бундесліга | 100       | 72        | 0                | 0                | 8     | 2     |           | 21        | 16        |
| 1967/68    | «Вінтертур»           | Д-2        |           | 34        | —                | —                |       |       |           | —         | —         |
| 1968/69    | «Вінтертур»           | Д-1        | 24        | 9         | —                | —                |       |       |           | —         | —         |
| 1969/70    | «Вінтертур»           | Д-1        |           | 14        | —                | —                |       |       |           | —         | —         |
| 1970/71    | «Вінтертур»           | Д-1        | 26        | 14        | —                | —                |       |       |           | —         | —         |
| 1971/72    | «Цюрих»               | Д-1        | 25        | 6         | —                | —                |       |       |           | —         | —         |
| 1972/73    | «Цюрих»               | Д-1        | 9         | 0         | —                | —                |       |       | КК        | 2         | 0         |
| Усього     | Усього                | Д-1        |           | 123       | 107              | 84               | 11    | 6     |           | 23        | 16        |
| Усього     | Усього                | Д-2        |           | 34        | 107              | 84               | 11    | 6     |           | 23        | 16        |

Статистика виступів у національній збірній:
| Рік    | Ігри | Голи |
| ------ | ---- | ---- |
| 1962   | 2    | 1    |
| 1963   | 3    | 2    |
| 1964   | 2    | 0    |
| 1965   | 2    | 0    |
| Всього | 9    | 3    |